# 托马斯·西韦特松
托马斯·西韦特松（瑞典語：Thomas Sivertsson，1965年2月21日—），瑞典男子手球运动员。他曾代表瑞典国家队参加1996年和2000年夏季奥林匹克运动会手球比赛，获得二枚银牌。